# サルバン (オゴデイ家)
サルバン（モンゴル語: Sarban、生没年不詳）は、オゴデイの孫のカイドゥの息子で、モンゴル帝国の皇族。カイドゥ存命中は現在のアフガニスタン方面に派遣されカラウナス軍団を率いていたが、カイドゥ没後にチャガタイ家のドゥアに敗れ、最終的にフレグ・ウルスに投降するに至った。兄弟にチャパル、オロス、ヤンギチャル、クトルンらがいる。

## 概要
『集史』「オゴデイ・カアン紀」によると、モンゴル帝国第2代皇帝オゴデイの孫カイドゥの第4子であったとされる。
1293年頃、フレグ・ウルスに属するナウルーズがカイドゥの支配権にも接するホラーサーン地方で自立しようとする事件が起き（ナウルーズの乱）、これを機にカイドゥはサルバンをはじめとする5万人隊（トゥメン）をアフガニスタン方面に派遣した。この軍団に属するトゥメンはサルバンを筆頭に、カダアン・オグルの孫キュレスペ、ジョチ・カサルの曾孫テムル、ドゥアの息子クトゥルク・ホージャ、アミール・ナミライの5名によって率いられたとされ、特に後2名はチャガタイ家から派遣された指揮官であった。『オルジェイトゥ史』には時期は不明であるが、サルバン・ミンガン・キュレスペ・テムル、ナムラ・コペクら皇子、オルン・ケデル・エルジギデイ・ウイグルタイらアミールがフレグ・ウルス領のトゥースにまで侵攻し、当時ホラーサーン地方を守備していたハルバンダ（後のオルジェイトゥ・ハン）によって撃退されたとの記録がある。
しかし、1301年にカイドゥがテケリクの戦いで受けた傷が元で死去すると、サルバンを巡る情勢は一変した。カイドゥの同盟者であったチャガタイ家のドゥアはカイドゥの諸子の内紛を煽って内紛を引き起こし、サルバンもドゥアの息子クトゥルク・ホージャが派遣したタラカイの攻撃によって敗走した。更に、ドゥアは大元ウルスと単独講和を果たし、東西から挟まれる形となったカイドゥの諸子たちも1304年に大元ウルスとの講和を受け容れた。1304年9月19日（ヒジュラ暦704年2月17日）、フレグ・ウルスの宮廷にカイドゥ・ウルスから派遣された講和使節団が到着したが、その中にはサルバンとテムルの名も含まれている。
しかし、講和成立後もドゥアはカイドゥの諸子を中央アジアから排除する意図を棄てておらず、その手始めとしてクトゥルク・ホージャに代えてエセン・ブカをアフガニスタン方面に送り込んだ。本来、アフガニスタン方面の軍団の責任者はサルバンであり、ドゥアの行為はサルバンの権威を公然と無視し挑戦状を叩きつけたに等しいものであった。ドゥアはエセン・ブカに先立ってクトゥルク・ホージャ配下のタラカイと自らの配下のダーウドを派遣しサルバンを攻撃させたが、この攻撃は失敗に終わった。結局、エセン・ブカ自らがアム河を渡ってサルバンと交戦し、エセン・ブカに敗れたサルバンは遂にアフガニスタン方面から逃れた。
1307年1月12日（ヒジュラ暦706年7月7日）、チャガタイ家に敗北し拠り所を失ったサルバンとテムルは、遂にフレグ・ウルスに投降した。なお、この時のフレグ・ウルス君主であったオルジェイトゥ・ハン（旧名ハルバンダ）は、即位前にホラーサーンを鎮守してサルバンとも交戦していた。ある時、オルジェイトゥ・ハン配下の軍団がサルバンの軍団を破りその物資を奪ったとの報が届くと、サルバンは「天下の形勢は逆転してしまったのだ。『驢馬使い（ハルバンダ）の服は駱駝追いの納屋に運び込まれる』とよく言われるが、今や駱駝追い（=サルバン）の服の方が驢馬使い（=オルジェイトゥ・ハン）の納屋に持ちされている」と語ったと伝えられている。

## カシン王家
- オゴデイ・カアン(Ögödei Qa'an ＞窩闊台,اوگتاى قاآن/Ūgtāy Qā'ān)
  - カシン大王(Qašin ＞合失/héshī,قاشی/qāshī)
    - カイドゥ大王(Qaidu ＞海都/hǎidōu,قايدو/qāydū)
      - 汝寧王チャパル(Čapar ＞察八児/chábāér,چاپار/chāpār)
        - 汝寧王オルジェイ・テムル(Ölǰei temür ＞完者帖木児/wánzhě tiēmùér)
          - 汝寧王クラタイ(Qulatai ＞忽剌台/hūlátái)

      - ヤンギチャル(Yangičar ＞يانگيچار/yāngīchār)
      - 叛王オロス(Oros ＞斡羅思/wòluosī,اوروس/ūrūs)
      - サルバン(Sarban ＞ساربان/sārbān)
      - クトルン・チャガン(Qutulun Čaγan ＞قوتولو ن جغا/qūtūlūn jaghā)